# 贝尔格莱德圣三一教堂
贝尔格莱德圣三一教堂又称俄国教堂（Руска црква），是位于塞尔维亚首都贝尔格莱德的东正教教堂。它于1924年开建，次年竣工，主要收纳俄国内战期间逃难至此、数以千计的难民。圣三一教堂位于贝尔格莱德塔马登公园北端，附近是一所较大的塞尔维亚正教会教堂，即圣马可教堂。

## 历史

### 起源
1920年代初，俄国人约占贝尔格莱德人口数的10%。1920年11月，俄国神父彼得·比洛夫多夫在这里建立了教会团体，最初的服务地点在贝尔格莱德第三体育馆的礼堂。
1924年9月，教堂的建造工作于塔马登的圣马可教堂旁开始。圣马可教堂的神职人员反对在自己教堂旁边新设立一座俄罗斯正教会教堂，但在塞尔维亚宗主教德米特里的干预下，他们作出让步，但提出了两个条件：一是新的教堂只能临时设在圣马可教堂的范围内，二是新教堂不能有自己的钟楼。后来，南斯拉夫总理尼古拉·帕希奇为新的正教会教堂捐赠了一台钟。

### 二战前
1925年7月5日，宗主教德米特里为新的圣三一教堂祝圣。起初，教堂的教区受大主教安东尼领导的俄罗斯驻外正教会管辖。自1927年底至1944年9月，教堂里供奉的是诞神女的画像。
大主教瓦纳瓦在升任不久后于1930年6月22日开始在圣三一教堂服务，当日发表了一篇反布尔什维克的演讲。:77
俄国白军的最后一任司令官彼得·弗兰格尔的遗体于1929年10月重新在此处下葬。截至1944年，教堂里存放有200多面拿破仑时代和奥斯曼帝国的军旗，包括1812年俄法战争、1854～1855年塞瓦斯托波尔围城战以及1876～1878年塞土战争的旗帜。此外这里还有白军的银喇叭等物品，因此白军在教堂周围组织了夜间仪仗队保卫这些物品。
1931年7月5日，瓦纳瓦大主教在贝尔格莱德新公墓地区祝圣了一座仿照莫斯科1929年拆除的伊伯利亚门和礼拜堂的主教教堂。:215这座教堂有自己的祭坛，直至1945年都有其单独的教区，此后附属于圣三一教堂。

### 二战及之后
1944年9月，反对苏联的俄罗斯驻外正教会在苏联红军和南斯拉夫游击队攻占贝尔格莱德前夕废弃了圣三一教堂，神父索卡里于1945年加入俄罗斯正教会，1946年成为苏联公民，1950年1月离开塞尔维亚前往苏联，要求亲苏联的俄罗斯正教会接管教堂。此后，圣三一教堂成为莫斯科及全俄罗斯牧首在南斯拉夫的一个教区。该教区于1956年废除，全南斯拉夫的俄国教区都变回塞尔维亚教区。新公墓地区的主教堂和公墓的俄国部分则连接到圣三一教堂。
1950年起，圣三一教堂的牧师一直由塔拉斯耶夫家族担任。其中第一任牧师是1901年出生于帝俄马里乌波尔（今属乌克兰）的维塔利·塔拉斯耶夫，他于1920年经由加里波利来到塞尔维亚。
1999年4月，在北约轰炸南斯拉夫期间，圣三一教堂于一场针对塞尔维亚广播电视台的空袭中严重损坏。2007年3月，教堂修复后重新祝圣。